# Dmytro Riznyk
	Dmytro Hryhorovych Riznyk (en ukrainien : Дмитро Григорович Різик), né le 30 janvier 1999 à Poltava en Ukraine, est un footballeur international ukrainien évoluant au poste de gardien de but avec le Chakhtar Donetsk.

## Biographie

### En club
Né à Poltava en Ukraine, Dmytro Riznyk est formé par le club de sa ville natale, le Vorskla Poltava. Le 10 mai 2019 il signe un contrat courant jusqu'en juin 2022 avec son club formateur.
Il joue son premier match en professionnel le 26 octobre 2019, à l'occasion d'une rencontre de championnat face au Zorya Louhansk. Il est titularisé ce jour-là, et son équipe s'incline lourdement par quatre buts à zéro.
Le 10 février 2023, Dmytro Riznyk rejoint le Chakhtar Donetsk. Il signe un contrat courant jusqu'en 2028 avec son nouveau club.

### En sélection
Il participe avec les moins de 20 ans à la Coupe du monde 2019 des moins de 20 ans qui se déroule en Pologne. Lors de ce tournoi, il ne joue aucun match. Son équipe s'impose en finale, le 15 juin 2019, face à la Corée du Sud (3-1 score final).
Le 9 octobre 2020, il joue son premier match avec l'équipe d'Ukraine espoirs face à la Roumanie. Il est titularisé et son équipe s'impose (1-0).
En octobre 2020, il est retenu pour la première fois avec l'équipe nationale d'Ukraine par le sélectionneur Andriy Shevchenko. Mais il ne joue aucun match lors de ce rassemblement. Il honore finalement sa première sélection le 11 novembre 2021, lors d'un match amical contre la Bulgarie. Les deux équipes se neutralisent ce jour-là (1-1 score final).

## Palmarès

### En sélection
Ukraine -20 ans
- Coupe du monde -20 ans (1) :
  - Vainqueur : 2019.